# 赵昱 (药学家)
赵昱（1967年—），男，河南郑州人，中国药学家，教授，研究领域为抗病毒、抗癌药物及生物资源等，发表论文数百篇，申报数百项专利，出版20余本专著或教科书。中华人民共和国教育部第三批“长江学者”特聘教授，国务院特殊津贴获得者。

## 生平
1994年7月获得兰州大学应用有机国家重点实验室理学博士学位，同年10月进入昆明植物所博士后流动站孙汉董院士研究组。
1995年8月至1997年8月在美因茨大学从事抗癌药物研究。 
1997年8月至1999年7月在国立台湾大学医学院药学系任客座专家，从事抗老年性痴呆药物研发。
2000年至2001年分别在上海药物研究所国家新药开发重点实验室、法国国家科学中心天然产物化学研究所任客座研究员和访问教授。
2001年起任浙江大学药学系主任、浙江大学海洋药物实验室主任。
2009年12月至2015年7月任大理学院校长助理，2015年7月任大理大学副校长。

## 社会兼职
担任《药理学通报》理事等职。